# ITF Loughborough
Das ITF Loughborough (offiziell: AEGON GB Pro-Series Loughborough) ist ein Tennisturnier des ITF Women’s Circuit, das in Loughborough ausgetragen wird.

## Siegerliste

### Einzel
| Jahr | Kategorie | Siegerin           | Finalgegnerin       | Ergebnis        |
| ---- | --------- | ------------------ | ------------------- | --------------- |
| 2010 | $10.000   | Lara Michel        | Anna Fitzpatrick    | 6:2, 6:2        |
| 2011 | $10.000   | Tara Moore         | Myrtille Georges    | 7:65, 5:7, 6:4  |
| 2012 | $10.000   | Renata Voráčová    | Julia Kimmelmann    | 7:5, 6:76, 6:3  |
| 2013 | $25.000   | Anna-Lena Friedsam | Alison Van Uytvanck | 6:3, 6:0        |
| 2013 | $10.000   | Anna Smith         | Klaartje Liebens    | 6:3, 7:5        |
| 2014 | $10.000   | Amy Bowtell        | Sherazad Reix       | 6:76, 6:1, 7:63 |
| 2015 | $15.000   | Jana Fett          | Cristiana Ferrando  | 6:2, 6:1        |
| 2016 | $10.000   | Elixane Lechemia   | Petra Krejsová      | 7:5, 6:1        |

### Doppel
| Jahr | Kategorie | Siegerinnen                     | Finalgegnerinnen                       | Ergebnis         |
| ---- | --------- | ------------------------------- | -------------------------------------- | ---------------- |
| 2010 | $10.000   | Jocelyn Rae Jade Windley        | Jana Jandova Petra Krejsová            | 6:3, 5:7, [10:4] |
| 2011 | $10.000   | Tara Moore Francesca Stephenson | Malou Ejdesgaard Amanda Elliott        | 3:6, 6:2, [10:3] |
| 2012 | $10.000   | Anna Fitzpatrick Jade Windley   | Karen Barbat Lara Michel               | 6:2, 6:2         |
| 2013 | $25.000   | Çağla Büyükakçay Pemra Özgen    | Magda Linette Tereza Smitková          | 6:2, 5:7, [10:6] |
| 2013 | $10.000   | Jocelyn Rae Anna Smith          | Francesca Palmigiano Camilla Rosatello | 6:0, 4:6, [10:3] |
| 2014 | $10.000   | Martina Borecká Sherazad Reix   | Amy Bowtell Lucy Brown                 | 6:3, 6:2         |
| 2015 | $15.000   | Freya Christie Lisa Whybourn    | Steffi Carruthers Sabastiani Leon      | 6:1, 6:2         |
| 2016 | $10.000   | Dasha Ivanova Petra Krejsová    | Sarah Beth Grey Olivia Nicholls        | 7:62, 7:62       |

## Quelle
- ITF Homepage